# Красноярка (Новичихинський район)
Красноя́рка (рос. Красноярка) — селище у складі Новичихинського району Алтайського краю, Росія. Входить до складу Солоновської сільської ради.

## Населення
Населення — 123 особи (2010; 154 у 2002).
Національний склад (станом на 2002 рік):
- росіяни — 100 %